# 颱風萬宜
颱風萬宜（英語：Typhoon Man-yi，國際編號：2424，聯合颱風警報中心：WP252024，菲律賓大氣地球物理和天文服務管理局：Pepito）為2024年太平洋颱風季第24個被命名的風暴。「萬宜」一名由香港提供，原本是一個海峽的名稱，後來建成水庫。
萬宜是繼銀杏及桃芝後，短短三星期內第三個於11月進入南海的風暴，亦是港澳兩地有記錄以來首次於11月內三度發出熱帶氣旋警告信號。

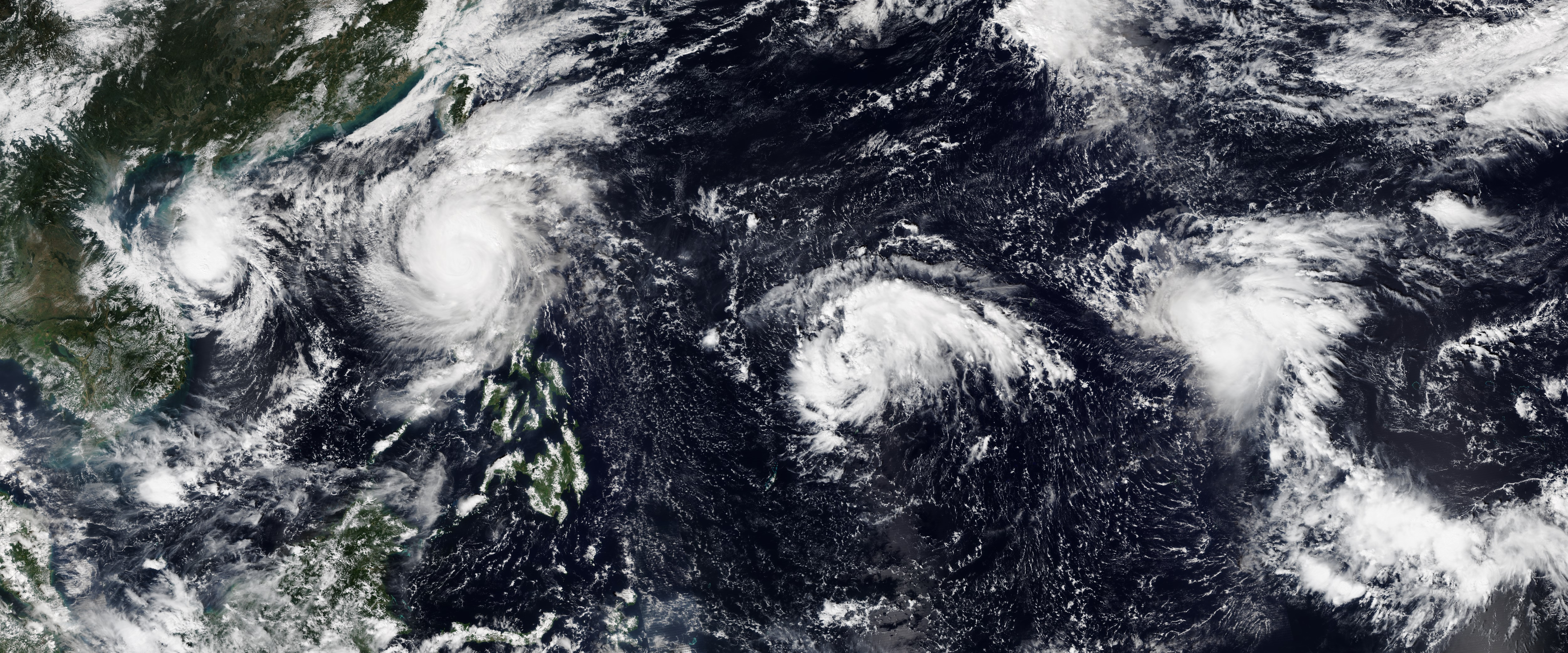
11月12日同時活躍的四個熱帶氣旋（由左至右）：颱風銀杏、颱風桃芝、颱風天兔和颱風萬宜，此現象是自1951年以來首次出現。

因應「萬宜」在菲律賓造成严重的經濟損失，被菲律賓在第57屆颱風委員會年會申請退役，在2025年2月舉行的第57次颱風委員會會議上獲該會接納把萬宜從命名表中除名，以後將不再使用，新名將在58屆世界氣象組織颱風委員會會議上公布。此外，菲律賓大氣地球物理暨天文管理局亦把當地名稱「Pepito」除名，由「Puwok」取代。

## 發展過程
11月7日，一個熱帶擾動在馬紹爾群島附近海域生成，美國海軍研究實驗室給予擾動編號93W。下午3時，聯合颱風警報中心將其評級提升為「中」。
11月8日傍晚5時，聯合颱風警報中心將其評級提升為「高」，並對其發佈熱帶氣旋形成警報。
11月9日上午8時，日本氣象廳將其升格為熱帶低氣壓，同時對其發布烈風警報。同時，台灣中央氣象署將其升格為熱帶低氣壓，給予編號TD28。上午10時，聯合颱風警報中心將其升格為熱帶低氣壓，給予熱帶氣旋編號25W。下午2時，日本氣象廳將其升格為熱帶風暴，給予國際編號2424，並命名「萬宜」。同時，聯合颱風警報中心以及中國中央氣象台將其升格為熱帶風暴；台灣中央氣象署將其升格為輕度颱風。
11月10日上午8時，中央氣象台將其升格為強烈熱帶風暴。
11月12日下午2時，中國中央氣象台將其降格為熱帶風暴。
11月13日上午8時，日本氣象廳將其升格為強烈熱帶風暴。
11月14日凌晨1時，萬宜進入香港天文台責任範圍，並將其評為熱帶風暴。11月14日凌晨2時，澳門氣象局將其升格為熱帶風暴。上午8時，香港天文台升格其為強烈熱帶風暴。上午11時，中央氣象台將其升格為強烈熱帶風暴。下午2時，澳門氣象局將其升格為強烈熱帶風暴。
11月15日清晨2時，聯合颱風警報中心將其升格為颱風。同時，台灣中央氣象署將其升格為中度颱風。上午5時，日本氣象廳和中央氣象台將其升格為颱風。上午8時，香港天文台和澳門氣象局將其升格為颱風。下午2時，香港天文台、澳門氣象局和中央氣象台將其升格為強颱風。晚上8時，日本氣象廳將其升格為強烈颱風。同時，澳門氣象局和中央氣象台將其升格為超強颱風。晚上11時，香港天文台將其升格為超強颱風。
11月16日上午8時，日本氣象廳將其升格為猛烈颱風。同時，台灣中央氣象署將其升格為強烈颱風。同時，聯合颱風警報中心將其升格為超級颱風。晚上9時40分，萬宜於菲律賓卡坦端內斯省潘加尼班登陸。
11月17日上午8時，日本氣象廳將其降格為強烈颱風。同時，聯合颱風警報中心將其降格為颱風，下午2時，聯合颱風警報中心再次將其升格為超級颱風。下午3時20分，萬宜於菲律賓呂宋島奧羅拉省迪帕庫勞二次登陸。下午5時，中央氣象台和香港天文台將其降格為強颱風。晚上8時，聯合颱風警報中心再次將其降格為颱風。同時，澳門氣象局將其降格為強颱風；台灣中央氣象署將其降格為中度颱風。晚上11時，日本氣象廳和中央氣象台將其降格為颱風。
11月18日上午5時，中央氣象台將其降格為強烈熱帶風暴。上午8時，香港天文台和澳門氣象局將其降格為強烈熱帶風暴。同時，聯合颱風警報中心將其降格為熱帶風暴。下午2時，中央氣象署將其降格為輕度颱風。晚上8時，日本氣象廳將其降格為強烈熱帶風暴。
11月19日上午8時，中央氣象台和香港天文台將其降格為熱帶風暴。上午11時，澳門氣象局將其降格為熱帶風暴。下午2時，日本氣象廳將其降格為熱帶風暴。同時，聯合颱風警報中心將其降格為熱帶低氣壓。下午5時，香港天文台將其降格為熱帶低氣壓。
11月20日凌晨2時，香港天文台將其降格為低壓區。上午8時，日本氣象廳將其降格為熱帶低氣壓。同時，台灣中央氣象署將其降格為熱帶低氣壓。上午8時，台灣中央氣象局移除該系統。

## 影響

### 菲律賓
當地發出之最高風暴信號：五號風暴信號
由於菲律賓兩周內接連受銀杏、桃芝和天兔影響，重建工作未完成就再次受到風暴吹襲，令重建工作緩慢。所以在萬宜影響前，菲律賓總統小费迪南德·马科斯警告官員要為「最壞情況」作準備。
11月16日晚上9時40分，萬宜於菲律賓卡坦端內斯省龐阿尼班市登陸。該省全省停電，近一半人口疏散至多個避難中心。
民防辦公室11月16日報告幾個地區經歷風暴潮，一些建築物被淹沒。菲律賓呂宋比科爾區的幾棟房子損壞。菲律賓海岸警衛隊表示，4700人滯留在全國各地的港口。截至2024年11月17日，國家減少災害風險和管理委員會報告稱，852475人受到影響，111658人流離失所。菲律賓的農業損失為17367.03美元。據報道，有10人死亡，兩人受傷。

### 香港
當地發出之最高熱帶氣旋警告信號： 一號戒備信號
在颱風桃芝消散後不久，香港天文台於11月15日下午4時發出「特別天氣提示」，表示萬宜會於11月17日晚上至11月18日初時進入香港800公里範圍，屆時會發出熱帶氣旋警告信號。因正值天文大潮，低窪地區可能因萬宜和東北季候風共同影響而出現輕微水浸。天文台於11月17日下午3時25分表示，會在翌日早上6時至上午9時之間發出一號信號，並視乎風力變化是否需要在18日稍後至19日初時發出更高熱帶氣旋警告信號。
天文台在11月18日早上6時40分發出一號戒備信號，當時萬宜集結在香港之東南約650公里，連同早前的銀杏及桃芝，這是天文台自1917年有記錄以來，首次於11月三度發出熱帶氣旋警告信號。天文台同時表示，一號信號將最少維持至下午6時，並會視乎香港的風勢及萬宜與珠江口的距離，評估是否需要在當晚至翌日初時發出三號信號。但萬宜轉趨減弱且香港風勢未有增強，故天文台於下午3時45分表示，除非萬宜採取偏北路徑或以較高強度接近香港，否則發出三號信號的機會較低，一號信號最少維持至翌日上午10時；同時再次提醒當晚水位會上漲至海圖基準面以上最少3米，沿岸和低窪地區會出現輕微的海水倒灌。離島民政事務處於晚上7時啓動設於大澳鄉事委員會辦事處的緊急事故協調中心。
在萬宜的風暴潮疊加天文大潮及東北季候風的共同影響下，香港的水位是自2023年超強颱風蘇拉正面襲港以來最高，根據天文台的數據，當晚至19日午夜時份，天文台全數14個的潮汐站均打破11月最高潮位紀錄，當中大埔滘及鰂魚涌的水位更分別升至海圖基準面以上約3.52及3.36米，除了是11月有記錄以來最高水位之外，水位更是在僅帶來一號及三號信號的熱帶氣旋中最高的一次。沙田城門河、大埔河、林村河、將軍澳、堅尼地城新海傍及大澳皆有海水倒灌報告。
天文台於11月19日早上7時45分表示，一號信號將維持至晚上10時。隨著萬宜轉向西南遠離及進一步減弱，天文台於晚上10時10分取消所有熱帶氣旋警告信號，當時萬宜集結在香港之西南偏南約540公里。

### 澳門
當地發出之最高熱帶氣旋信號： 一號風球
當地發出之最高風暴潮警告：藍色風暴潮警告
澳門氣象局於11月16日下午5時15分發出「特別信息」，表示在「萬宜」及東北季風共同影響下，預料澳門風勢較大，風力達6級及有陣風，有幾陣雨，會評估先行發出強烈季候風信號的可能性，當「萬宜」進一步接近，對澳門影響增加時，將會適時發出熱帶氣旋警告信號。
氣象局於11月18日上午9時發出一號風球，當時萬宜集結在澳門之東南約650公里，氣象局同時表示19日凌晨至清晨發出三號風球的可能性為中等至較高。由於正值天文大潮疊加風暴潮影響，氣象局於上午11時發出藍色風暴潮警告，靠近河邊新街及司打口沿岸一帶於當晚海水倒灌情況較為明顯，其中內港南水位監測站最高錄得0.45米水浸。事後氣象局在個案報告表示，內港南水位監測站在11月19日凌晨12時04分最高錄得0.47米水浸，是有紀錄以來最高水位的藍色風暴潮警告。
氣象局於11月19日凌晨5時表示，一號風球於日間維持，由於萬宜移動路徑較預測偏南，且環流細小，對澳門的影響減少；而受東北季候風影響，氣象局會適時評估改發強烈季候風信號的可能性。隨後澳門大橋在早上6時28分曾一度錄得每小時42.1公里10分鐘平均風速。氣象局於11月20日凌晨2時取消所有熱帶氣旋警告信號及風暴潮警告，當時萬宜集結在澳門之西南偏南約560公里。

### 中國大陸
國家氣象中心發布之最高颱風預警信號： 颱風黃色預警信號

#### 廣東省
廣東省氣象台發布之最高颱風預警信號： 颱風藍色預警信號

#### 海南省
海南省氣象台發布之最高颱風預警信號： 颱風藍色預警信號

## 熱帶氣旋警告使用紀錄

### 菲律賓
| 菲律賓大氣地球物理及天文服務管理局 風暴信號 | 菲律賓大氣地球物理及天文服務管理局 風暴信號 | 菲律賓大氣地球物理及天文服務管理局 風暴信號 |
| ------------------------------------------- | ------------------------------------------- | ------------------------------------------- |
| 上一熱帶氣旋                                | 一號風暴信號                                | 下一熱帶氣旋                                |
| 超強颱風天兔                                | 一號風暴信號                                | 熱帶低氣壓                                  |
| 超強颱風天兔                                | 二號風暴信號                                | 強烈熱帶風暴韋帕                            |
| 超強颱風天兔                                | 三號風暴信號                                | 颱風竹節草                                  |
| 超強颱風天兔                                | 四號風暴信號                                | 颱風竹節草                                  |
| 超強颱風天兔                                | 五號風暴信號                                |                                             |

### 中國大陸
| 国家气象中心 颱風預警信號 | 国家气象中心 颱風預警信號 | 国家气象中心 颱風預警信號 |
| ------------------------- | ------------------------- | ------------------------- |
| 上一熱帶氣旋              | 颱風藍色預警信號          | 下一熱帶氣旋              |
| 超強颱風天兔              | 颱風藍色預警信號          | 熱帶風暴帕布              |
| 超強颱風天兔              | 颱風黃色預警信號          | 強烈熱帶風暴蝴蝶          |

### 香港
| 香港天文台 熱帶氣旋警告信號 | 香港天文台 熱帶氣旋警告信號 | 香港天文台 熱帶氣旋警告信號 |
| --------------------------- | --------------------------- | --------------------------- |
| 上一熱帶氣旋                | 一號戒備信號                | 下一熱帶氣旋                |
| 颱風桃芝                    | 一號戒備信號                | 強烈熱帶風暴蝴蝶            |

### 澳門
| 地球物理氣象局 熱帶氣旋信號 | 地球物理氣象局 熱帶氣旋信號 | 地球物理氣象局 熱帶氣旋信號 |
| --------------------------- | --------------------------- | --------------------------- |
| 上一熱帶氣旋                | 一號風球                    | 下一熱帶氣旋                |
| 颱風桃芝                    | 一號風球                    | 強烈熱帶風暴蝴蝶            |

## 外部連結
| 太平洋颱風季             |
| 主題頁 - 專題 - 編輯指南 |

- 25W.MAN-YI from the United States Naval Research Laboratory
- General Information of Typhoon Man-yi (2424) from Digital Typhoon